# Ernst Stiehler

Ernst Stiehler

Ernst Paul Stiehler (* 15. März 1887 in Vielau; † 21. Februar 1964 in Pfarrkirchen) war ein deutscher Politiker (NSDAP).

## Leben und Wirken
Stiehler war ein Sohn des Bergmann Hermann Stiehler und seiner Ehefrau Anna, geb. Wagner. Er besuchte die Volksschule. Bis 1905 absolvierte er eine Maurerlehre. In Ergänzung zu seiner Lehre besuchte er die Baufachschule, später die Handelsschule. Anschließend gehörte er zwei Jahre lang dem 9. Infanterieregiment Nr. 133 an. Ab Oktober 1907 arbeitete Stiehler als Schaffner bei der Chemnitzer Straßenbahn. 
Von 1914 bis 1919 nahm Stiehler am Ersten Weltkrieg ein. Im Sommer 1918 geriet er als Sergeant beim 2. Grenadier-Regiment Nr. 101 in französische Kriegsgefangenschaft, aus der er im September 1919 heimkehrte.
Nach dem Krieg arbeitete Stiehler als Kassenassistent bei der Hauptkasse der Straßenbahn Chemnitz. 1922 trat Stiehler in die Nationalsozialistische Deutsche Arbeiterpartei (NSDAP) ein.
Bei der Reichstagswahl vom Juli 1932 wurde Stiehler als Kandidat seiner Partei für den Wahlkreis 30 (Chemnitz-Zwickau) in den Reichstag gewählt, dem er in der Folge bis zum März 1936 angehörte. Zwar kandidierte er bei der Reichstagswahl am 29. März 1936 als Reichstreuhänder der Arbeit für Sachsen, zu dem er 1934 kommissarisch ernannt wurde, erneut, erhielt aber kein Mandat mehr.
Nach 1933 war Stiehler Bezirksleiter der Deutschen Arbeitsfront im Bezirk Sachsen und Leiter der dortigen NS-Betriebszellenorganisation. Außerdem wurde er Mitglied des Großen Arbeitskonvents.
Als Reichstreuhänder der Arbeit für Sachsen gehörte er der Gauleitung Sachsen der NSDAP an und hatte 1939 seinen Dienstsitz in Dresden, Albertplatz 3.
Nach Kriegsende wurde er im Internierungslager Augsburg-Göggingen interniert. Von dort zog er am 10. April 1948 in Pfarrkichen zu.

## Ehe und Familie
Stiehler heiratete am 14. April 1914 Paula Schuster (* 8. Juli 1888 in Chemnitz).

## Schriften
- Richtlinien für die Aufstellung der Betriebsordnungen, 1934.